# Varietà differenziabile
In matematica, e in particolare in geometria differenziale, la nozione di varietà differenziabile è una generalizzazione del concetto di curva e di superficie differenziabile in dimensione arbitraria. Si tratta di una realizzazione del concetto di varietà che fa uso degli strumenti del calcolo infinitesimale.

## Introduzione
Così come una curva differenziabile è un oggetto che localmente assomiglia ad una retta, o una superficie differenziabile che localmente assomiglia ad un piano, una varietà {\displaystyle n}-dimensionale somiglierà localmente ad uno spazio euclideo {\displaystyle n}-dimensionale. L'aggettivo "differenziabile" indica il fatto che questa "somiglianza" locale è definita mediante parametrizzazioni dotate di una struttura differenziabile che verrà descritta in seguito e che garantisce la possibilità di associare univocamente in ogni punto uno "spazio tangente" della stessa dimensione della varietà (come ad esempio una retta tangente a una curva o un piano tangente a una superficie).
Le varietà differenziabili sono gli elementi di base della geometria differenziale, punto d'incontro di analisi e topologia. Essenzialmente la teoria delle varietà differenziabili serve a trasferire su oggetti tipicamente descritti come spazi topologici i concetti e gli strumenti del calcolo differenziale, definito generalmente sugli spazi euclidei. Lo studio delle varietà differenziabili è fondamentale in fisica, in quanto permette di definire campi vettoriali e flussi di fase su spazi non necessariamente piatti. Trova innumerevoli applicazioni anche nella matematica pura, grazie alle interconnessioni con altre branche quali la topologia e la teoria dei numeri.

## Definizione
Una varietà topologica è uno spazio topologico di Hausdorff completamente separabile per il quale è possibile definire un ricoprimento {\displaystyle W=\{W_{i}\}} costituito da insiemi aperti tale che ogni aperto può essere messo in relazione con un aperto dello spazio euclideo attraverso un omeomorfismo {\displaystyle \varphi _{i}}. La coppia {\displaystyle (W_{i},\varphi _{i})} è detto carta locale o semplicemente carta. L'insieme degli omeomorfismi costituisce l'atlante. La composizione di funzioni costituita da una carta e la funzione inversa di un'altra carta è detta funzione di transizione, e se si tratta di funzioni differenziabili (di classe {\displaystyle C^{k}}) la varietà è differenziabile (di classe {\displaystyle C^{k}}). Se le funzioni di transizione sono di classe {\displaystyle C^{\infty }} si parla di varietà lisce.
Essendo ogni insieme aperto {\displaystyle W_{i}} isomorfo a un aperto di {\displaystyle \mathbb {R} ^{d}}, tutti i teoremi locali del calcolo differenziale ordinario si possono estendere direttamente alle varietà.

### Sottovarietà
Una sottovarietà differenziabile {\displaystyle N} in una varietà differenziabile {\displaystyle M} è un sottoinsieme che può essere descritto localmente come zero di una funzione differenziabile:
{\displaystyle f\colon U\to \mathbb {R} ^{k},}
dove {\displaystyle U} è un aperto di {\displaystyle M} e il cui differenziale (letto su qualsiasi carta) è ovunque suriettivo. Si tratta effettivamente anch'essa di una varietà differenziabile, avente codimensione {\displaystyle k} in {\displaystyle M} (cioè, se {\displaystyle \dim M=n} allora {\displaystyle \dim N=n-k}). L'ipotesi di un differenziale suriettivo è necessaria per ottenere effettivamente una varietà differenziabile.
Nel caso {\displaystyle k=1}, la varietà è anche detta ipersuperficie, e la condizione sul differenziale è equivalente alla richiesta che il gradiente di {\displaystyle f} sia (su ogni carta) ovunque diverso da zero.

### Intorno tubolare
Un importante risultato riguardante le sottovarietà è il teorema dell'intorno tubolare. Il teorema asserisce che ogni sottovarietà differenziabile {\displaystyle N} ha un intorno fatto come un tubo, cioè diffeomorfo ad un fibrato di dischi {\displaystyle k}-dimensionali su {\displaystyle N}.